# Ansgar
Ansgar ist die deutsche Form eines germanischen männlichen Personennamens.

## Herkunft und Bedeutung des Namens
Der Name setzt sich aus den beiden althochdeutschen Wörtern *?ans (Ase, Gott, Gottheit) und *gair (Speer, Spieß) bzw. gēr (Speer, Wurfspeer, Dreizack) zusammen. Die vollständige Etymologie lautet wie folgt:
Indogermanisch *ansu- (Geist, Dämon) → Urgermanisch *ansu-, *ansuz (Gott, Ase, a-Rune) → Althochdeutsch *?ans (Ase, Gott, Gottheit)
Indogermanisch *g̑ʰaiso- (Stecken, Spieß, Speer) → Urgermanisch *gaiza-, *gaizaz (Spieß, Stab, Speer) → Althochdeutsch *gēr (Speer, Wurfspeer, Dreizack)
Die Bedeutung des Namens lautet demnach „Asen-Speer“ bzw. „Speer der Asen“, oder „Götterspeer“ bzw. „Speer der Götter“.

## Varianten
- Altenglisch: Osgar
- Altnordisch: ÁsgæiRR, ǢsgæiRR
- Dänisch: Asger, Asgar, Asker, Askar, Anker
- Deutsch: Ansger, Esge, Eske, Oskar
- Englisch: Oscar
- Finnisch: Anskar, Ansar, Anskari
- Isländisch: Ásgeir
- Italienisch: Ascari, Anscario, Aschieri, Ascheri
- Latein: Ansgarius, Anskarius, Ancharius, Anscharius
- Litauisch: Oskaras
- Niederdeutsch: Anschar
- Norwegisch: Asgeir, Åsgeir
- Portugiesisch: Óscar
- Skandinavisch: Oskar
- Spanisch: Óscar
- Urgermanisch: Ansigar

## Verbreitung
Seine größte Verbreitung hat der Name heute in Nordwestdeutschland, vor allem in katholisch geprägten Gebieten wie dem Münsterland und dem Emsland, gefunden.

## Namenstag
3. Februar

## Namensträger
- Hl. Ansgar (801–865), Erzbischof für Skandinavien, Hamburg und Bremen
- Ansgar Beckermann (* 1945), deutscher Philosoph
- Ansgar Belke (1965–2020), deutscher Wirtschaftswissenschaftler
- Ansgar Bethge (1924–2008), deutscher Marineoffizier
- Ansgar Brinkmann (* 1969), deutscher Fußballspieler
- Ansgar Danielsen (* 1966), norwegischer Nordischer Kombinierer
- Ansgar Denner (* 1960), deutscher Physiker
- Ansgar Dreher (1912–1990), deutscher Benediktinermönch und Künstler
- Ansgar Evensen (* 2000), norwegischer Skilangläufer
- Ansgar Focke (* 1982), deutscher Politiker
- Ansgar Franz (* 1959), deutscher römisch-katholischer Theologe
- Ansgar Frerich (* 1977), deutscher Mischtonmeister und Kulturschaffender
- Ansgar Fürst (1930–2023), deutscher Journalist und Buchautor
- Ansgar Gabrielsen (* 1955), norwegischer Politiker
- Ansgar Graw (* 1961), deutscher Journalist und Publizist
- Ansgar Haag (* 1955), deutscher Theaterintendant, -regisseur und Dramaturg
- Ansgar Hense (* 1965), deutscher Staatskirchenrechtler
- Ansgar Heveling (* 1972), deutscher Politiker
- Ansgar Hocke (* 1955), deutscher Journalist und Kommunikationstrainer
- Ansgar Hörsting (* 1965), Präses des Bundes Freier evangelischer Gemeinden in Deutschland
- Ansgar Hüning (* 1966), deutscher Sänger
- Ansgar Jüngel (* 1966), deutscher Mathematiker
- Ansgar Kahmen (* 1974), deutsch-österreichischer Botaniker
- Ansgar Kemmann (* 1963), deutscher Rhetoriker und Buchautor
- Ansgar Knauff (* 2002), deutscher Fußballspieler
- Ansgar Koschel (1943–2007), deutscher römisch-katholischer Theologe
- Ansgar Krause (* 1956), deutscher Konzertgitarrist, Arrangeur und Professor im Fach Gitarre
- Ansgar Lange (* 1971), deutscher Politikwissenschaftler und Publizist
- Ansgar Lüttel (* 1949), deutscher römisch-katholischer Geistlicher
- Ansgar Mayer (* 1972), deutscher Journalist
- Ansgar Meyer (* 1965), Brigadegeneral des Heeres der Bundeswehr
- Ansgar Mayr (* 1972), deutscher Politiker
- Ansgar Moenikes (* 1959),  deutscher römisch-katholischer Theologe
- Ansgar Müller (* 1936), deutscher Geologe
- Ansgar Müller (* 1958), deutscher Politiker
- Knut Ansgar Nelson (1906–1990), römisch-katholischer Bischof von Stockholm
- Ansgar Niebuhr (* 1968), deutscher Regisseur und Trickfilmer
- Ansgar Nierhoff (1941–2010), deutscher Bildhauer
- Ansgar Nünning (* 1959), deutscher Anglist und Literaturwissenschaftler
- Ansgar Ohly (* 1965), deutscher Rechtswissenschaftler
- Ansgar Paus (1932–2017), deutscher römisch-katholischer Theologe
- Ansgar Pichen (1913–1945), Leiter der Lagerküche im KZ Bergen-Belsen
- Ansgar Pöllmann (1871–1933), deutscher Benediktiner und Schriftsteller
- Ansgar Preuß (* 1996), deutscher Eishockeytorwart
- Ansgar Puff (* 1956), deutscher Weihbischof
- Ansgar Rau (* 1959), deutscher Hörfunkjournalist
- Ansgar Reiß (* 1965), deutscher Historiker
- Ansgar Rieks (* 1959), Generalmajor der Luftwaffe der Bundeswehr
- Ansgar Sailer (* 1969), deutscher Musiker, Arrangeur, Dirigent und Musiklehrer
- Ansgar Schäfer (* 1967), deutscher Schauspieler
- Ansgar Schlei (* 1978), deutscher Kirchenmusiker
- Ansgar Schoppmeyer (1857–1922), deutscher Buchgestalter und Typograph
- Ansgar Schulz (* 1966), deutscher Architekt
- Ansgar Schwenken (* 1969), deutscher Fußballfunktionär
- Ansgar Schwirtz (* 1959), deutscher Sportwissenschaftler
- Ansgar Skriver (1934–1997), deutscher Journalist
- Ansgar Staudinger (* 1968), deutscher Professor für Rechtswissenschaften
- Ansgar Striepens (* 1965), deutscher Jazzmusiker
- Ansgar Thiel (* 1963), deutscher Sportwissenschaftler
- Ansgar Trächtler (* 1964), Inhaber des Lehrstuhls für Regelungstechnik und Mechatronik am Heinz Nixdorf Institut der Universität Paderborn
- Ansgar Maria van Treeck (* 1957), deutscher Fotograf
- Ansgar Varnhagen (* 1979), deutscher Leichtathlet
- Ansgar Wallenhorst (* 1967), deutscher  Kirchenmusiker, Konzertorganist und Theologe
- Ansgar Wessling (* 1961), deutscher Ruderer
- Ansgar Weymann (* 1945), deutscher Soziologe
- Ansgar Zerfaß (* 1965), deutscher Kommunikations- und Medienwissenschaftler

## Fiktionale Namensträger
- Ansgar Eduard Johannes Graf von Lahnstein, Antagonist der Serie Verbotene Liebe[3][4]